# Iglesia del Sagrado Cinturón de Santa María
La Iglesia del Sagrado Cinturón de Santa María (en árabe: كنيسة أم الزنار) es una histórica iglesia ortodoxa siríaca en Homs, Siria. El edificio está construido sobre una iglesia subterránea que data del año 50. Es la sede del arzobispado sirio ortodoxo. Según la tradición local, la iglesia contiene el cinturón o correa de la Virgen María la madre de Jesús.
La iglesia fue utilizada como escudo por los grupos armados de oposición durante los disturbios de la guerra civil de Siria en 2011-2012, y fue dañada durante los enfrentamientos entre la oposición armada y las fuerzas de seguridad.
Más tarde los enfrentamientos causaron grandes daños en el exterior de la iglesia.